# Клан Кінкейд

Герб клану Кінкейд.

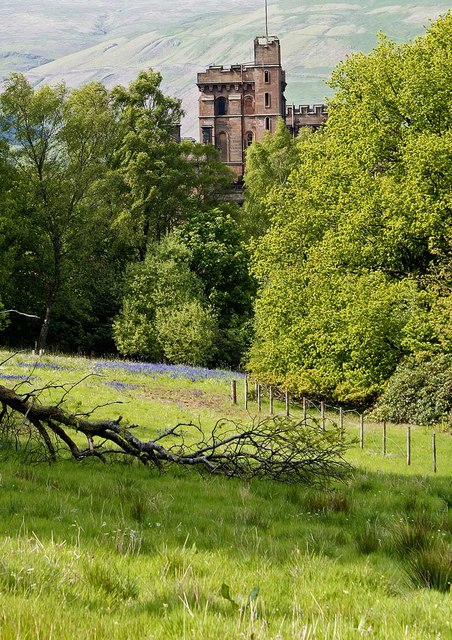
Замок Леннокс.

Клан Кінкейд (шотл. Clan Kincaid) — шотландський гірський клан.

## Історія клану Кінкейд

### Походження клану
Вожді клану Кінкейд походять від кількох стародавніх сімей — графів (ерлів) Леннокс (шотл. — Lennox), Галбрайх (шотл. — Galbraith), Грагем (шотл. — Grahame) та Комин (шотл. — Comyn) — лордів Баденох. Назва клану Кінкейд має територіальне походження. Територія, де цей клан утворився називалась Кінкейд. Слово має кельтське походження: в гельській мові є слово ceanncadha — кеннкада — крутий схил. Ще один варіант перекладу — вождь скелі. Є ще версія, що означає «вождь битви» — ця версія посилається на історію клану.
Одна з перших згадок про клан Кінкейд датується 1238 роком. Тоді король Шотландії Олександр II передав в користування землі клану Кінкейд Малдоуену — III ерлу Леннокса. У тому ж році ерл Леннокс передав для користування ці землі серу Вільяму Гелбрайту — вождю клана Гелбрайт. Головним замком Гелбрайта був спочатку замок Крайгмадді (шотл. — Craigmaddie). Але коли рід по чоловічій лінії урвався, власність розділили між трьома сестрами. Одна із сестер вийшла заміж за Логана у 1280 році і вони отримали землі клану Кінкейд на користування (в оренду) від IV ерла Леннокса. Нащадки потім змінили своє прізвище по назві території — Кінкейд. Їх землі — це 30 000 акрів від річки Кельвін до річки Глазерт.

### Клан Кінкейд і війна за незалежність Шотландії
Клан Кінкейд чинив спротив англійським загарбникам — війським англійського короля Едуарда І — один з провідників клану хоробро і успішно захищав Единбурзький замок у 1296 році. Лайрд Кінкейд потім обіймав посаду каштеляна Единбурзького замку до 1314 року. У подяку за героїзм король Шотландії Роберт І Брюс подарував клану Кінкейд право зображати цей замок на своєму гербі.

### XVI століття
Клан Кінкейд збільшив свої земельні володіння — на схід. Володіння тепер включали ще й замок Крайглокхарт (шотл. — Craiglockhart), Единбург, Бантаскін біля Фалкірк, Замок Чорноти біля Лінлітгау, що нині є передмістям Единбургу. Едвард Кінкейд був у 1521 році шерифом Единбургу. Девід Кінкейд з Койттіса був у 1542 році констеблем Единбургського замку.
Малколм Кінкейд втатив ліву руку під час сутички з кланом Стірлінг у 1563 році (війна між кланами). Але потім він бере участь у війні з кланом Леннокс з Вудхеда (війна через спадщину, яку клани не поділили) у 1570-тих роках. Малколм Кінкейд був вбитий у 1581 році в Стірлінг Гловат. Ворожнеча з кланом Леннокс коментується істориками як результат сімейних конфліктів і шлюбів. Сімейні конфлікти мали фатальні наслідки у 1600 році, коли Джон Кінкейд з Варрістона був вбитий коханцем його дружини за її наказом. За це дружина Джона була засуджена і скарана на смерть, а її коханця «зламали на колесі».
Кінкейд з Охінреоку поріднився шлюбом з Б'юкененами з Карбета, а ще один Кінкейд заснував гілку клану в Ершірі. Ще одна гілка клану Кінкейд отримала у володіння землі в Бантаскін, що в Стеррлінгширі.

### XVII століття
Під час громадянської війни на Британських островах у XVII столітті клан Кінкейд воював на стороні роялістів. Як роялісти вони постраждали від нової влади і багато хто з Кінкейдів мусив тікати з Шотландію в Америку.

### XVIII століття
Під час повстання якобітів у 1715 році клан Кінкейд підтримує Стюартів, що були у вигнанні. Девід Кінкейд побоюючись негативних наслідків для себе покинув Шотландію і оселився в Америці — в Вірджинії. Під час виступу якобітів у 1745 році серед якобітів був Олександр Кінкейд — тодішній лорд-мер Единбургу, клан вів бої в битві під Куллоден. Кінкейди потрапили в полон, але зуміли втекти, на кораблі дісталися до Америки і теж осіли в Вірджинії.
Основна лінія Кінкейдів поріднилася з кланом Леннокс (з якими колись ворогували) наприкінці XVIII століття. Протягом наступних 200 років ці клани складали єдиний клан, але потім знову роз'єдналися.

### XIX— XX століття
Джон Кинкейд у 1808 році зареєстрував свій герб, але у 1833 році клан обєднався з кланок Леннокс, тоді його син Джон зареєстрував герб і прізвище як Кінкейд-Леннокс. Цей клан пізніше називали Перет- Кінкейд-Леннокс, але у 1959 році клан відмовився від такого написання і відновили свою назву як Леннокс з Ленноксай Вудхед. Клан Кінкейд підновив свою назву бічною гілкою клану у 1960 році, коли лорд Лайон передав герб і права Елвіну Сесілю Кінкейду з Кінкейда.
Алвін Сесіл Кінкейд з Кінкейд помер 3 вересня 1983, і йому успадковувла його племінниця, Гізер Вероніка Перет Кінкейд Леннокс, яка потім стала леді Гізер Вероніка Кінкейд з Кінкейду. Леді Гізер Вероніка Кінкейд з Кінкейду народилася в Глазго, Шотландія 10 березня 1918, була єдиною дитиною Вільяма Мандевіль Перет Кінкейд-Леннокс та Єви Сент-Клер Дональд. Вона була двічі одружена, перший раз з лейтенантом Денісом Артуром Гавкером Горнеллом і вдруге з Вільямом Генрі Алленом Галом Едгіллом. Її єдиний син — Деніс Перет Горнелл, успадковував титул вождя в клані Леннокс і став Денісом Перет Горнелл Леннокс. Леді Гізер Вероніка Кінкейд з Кінкейд померла 2 серпня 1999 в Шропширі, Англія. Леді Гізер Вероніка Кінкейд з Кінкейд успадкувала її внучка — Арабелла Джейн Горнелл Леннокс. Вона отримала герб 26 січня 2001 і прийняла ім'я Арабелла Джейн Кінкейд з Кінкейд. Вона одружена з Гілесом Вівіаном Інглісом-Джонсом і у них четверо дітей. Арабелла Джейн Кінкейд з Кінкейд головує в організації клану Кінкей, що базується в Сполучених Штатах.